# Violeta Vidaurre
Violeta Rosa Ester Vidaurre Heiremans (Santiago, 1 de junio de 1928-Santiago, 1 de junio de 2021)fue una actriz chilena, de prolífica y multifacética trayectoria en teatro, cine y televisión. También ejerció como académica, guionista y directora de teatro.
Influenciada por su primo hermano Luis Alberto Heiremans, inició su carrera en teatro, en el reparto del Teatro Ensayo de la Universidad Católica, colaborando con importantes directores y dramaturgos de la escena nacional, entre ellos; Heiremans, Aguirre, Víctor Jara y Alejandro Sieveking, entre otros. Alcanzó la fama interpretando a la señorita Laura Larraín en La pérgola de las flores, de Isidora Aguirre, en reemplazo de Silvia Piñeiro, rol que interpretó durante cinco décadas, logrando el récord de la actriz con mayores versiones de la obra en el cuerpo hasta 2010.
Durante la década de 1960, fue una de las pioneras en actuar de manera permanente en los teleteatros de Canal 13, dando inicio al arte dramático en televisión. Logró fama con sus papeles en las series de comedia Juntos se pasa mejor de 1965 y la popular y exitosa Juani en sociedad entre 1967 y 1972. También participó en la primera adaptación televisiva de Martín Rivas de Televisión Nacional. Paralelamente, de manera rupturista, fue una de las pocas actrices profesionales, junto a Peggy Cordero, en incursionar en el teatro de revista, Bim bam bum.
Entre las décadas de 1970 y 1980, se abrió a trabajar en diversos montajes universitarios y en compañías independientes con giras nacionales e internacionales. A fines de la década de 1970, con la masividad de la televisión, comenzó a trabajar en exitosas telenovelas, donde destaca en La colorina, La represa, La torre 10, La villa, Amor a domicilio, Adrenalina, A todo dar, Romané, Pampa Ilusión, El circo de las Montini y Puertas adentro, entre otras.
Su carrera, desarrollada durante seis décadas, la convirtieron en una de las actrices de numerosas obras de teatro y telenovelas, cuyo récord superan los 300 personajes desde su debut en 1956. Debido a esto, en sus últimos años de vida, fue reconocida con el apodo de «la inagotable Violeta Vidaurre» por su extensa trayectoria. Fue la última superviviente del reparto estelar de la aclamada serie Juani en sociedad.

## Biografía
Nació el 1 de junio de 1928 en Traiguén. Hija de Víctor Vidaurre Coo (1898-1961), un ingeniero industrial, y de Rosa Violeta Heiremans Brockman (1907-1996), socialité de origen belga-alemán. Es la primera de tres hermanos. Por su lado materno, es nieta del empresario y cónsul de Bélgica en Chile, Amadeo Heiremans Vaerman (1869-1944). Es prima hermana del dramaturgo Luis Alberto Heiremans (1928-1964), del empresario, Eugenio Heiremans y de la exjefa de la sección de Vida Social del diario "El Mercurio" de Santiago de Chile, Esther -Techa- Heiremans Despouy. Por su lado paterno, es nieta del subsecretario del Ministro del Interior 1909-1925, Víctor Vidaurre-Leal Searle, y de Rosa Coo Tagle, hija de Ramón Nonato Coo Serrano.
Sus padres regresaron a Santiago, y se establecieron de manera definitiva en la capital. Su familia materna pertenecía a la alta aristocrática del barrio República de Santiago. Sobre su infancia la actriz declaró: «Siempre fui muy regalona de mis padres, pero con quien tenía mayor complicidad y afinidad era con mi papá. A veces pienso que estaba enamorada de él».
Vidaurre creció en sus primeros años de infancia en el Palacio Heiremans, propiedad de su abuelo materno. En el palacio, los niños Vidaurre-Heiremans fueron alentados durante su crianza para que ejercieran la libertad de expresión y a pensar y debatir sobre cualquier tema que quisieran en base. Desde pequeña la actriz mostró dotes de actuación, junto a su primo Luis Alberto Heiremans, quienes escribían e interpretaban obras de teatro que eran montadas en el palacio de su abuelo, como en el caso de Atahuicha, la reina de la selva, que escribió y dirigió Luis Alberto. Fue colaboradora en teatro de su primo Luis Alberto, durante tres décadas.
Su educación básica la recibió en su casa del barrio República de la capital, con profesores particulares. Posteriormente cursó su escolaridad en el Colegio del Sagrado Corazón de Apoquindo y luego en Villa María Academy. La actriz declaró: «En los actos del colegio nunca me dieron el papel para representar a la Virgen, pues tenía mala conducta. Sufrí mucho por eso, pero al final me tranquilizaba porque en la casa lo pasaba bien cuando hacíamos los montajes con vestuario y pelucas».
En 1946, contrajo su primer matrimonio a la edad de 19 años, con el guardiamarina del Buque Escuela Lautaro, Ramón Salgado Suárez (1924-1973), con quien tuvo cuatro hijos. Según sus propias palabras, este buque se incendió frente a sus ojos en 1945 frente al Callao. «En esos años privilegié mi matrimonio, mis hijos y no entré a estudiar teatro aunque me gustaba. Recién a los 28 años Luis Alberto me convenció de ingresar a estudiar teatro, y entonces comencé reemplazando a las actrices hasta que esto se convirtió en una verdadera pasión.»

## Carrera artística
Ingresó a estudiar actuación a la Teatro de Ensayo de la Universidad Católica, egresando con máxima distinción. En este proceso, fue compañera de colegiatura de Paz Yrarrázaval, Ramón Ñúñez, Héctor Noguera, Anita Klesky, Silvia Santelices, entre otros. Fue participante de la ocupación de la Casa Central de la PUC en 1967 y actuó en la emblemática y revolucionaria obra, Nos tomamos la universidad, de Sergio Vodanovic.
Se subió a los escenarios masivos aun siendo estudiante de primer año, reemplazando a algunas actrices, como en Esta señorita Trini de 1958. Al año siguiente, fue elegida para un papel por el director norteamericano Frank McMullan, invitado a dirigir la obra El ángel que nos mira, de Thomas Wolfe, en 1959.
Tras finalizar su formación académica y su incorporación en El ángel que nos mira, le permite unirse rápidamente al reparto de actores del Teatro Ensayo junto a los consolidados; Ana González Olea, Mario Montilles, Silvia Piñeiro, Justo Ugarte, Maruja Cifuentes y Cora Díaz, y actores jóvenes como Matilde Broders, Nelly Meruane, Paz Yrarrázaval, Héctor Noguera, Anita Klesky, Silvia Santelices, entre otros. Desde entonces, actúa en obras como Mucho ruido y pocas nueces, Versos de ciego, El Diálogo de las Carmelitas, El burgués gentilhombre y Casimiro Vico Primer Actor. 
Participa en el estreno de La pérgola de las flores, de Isidora Aguirre, en 1961 encarnando a doña Laura Larraín. En una entrevista, la actriz declaró: «Eugenio Guzmán, el director de la obra, primer me colocó en el coro y luego me eligió como reemplazo de Silvia Piñeiro y ahí me quedé por varias temporadas». La obra se transformó en breve tiempo en un verdadero fenómeno de cultura popular masiva. Ocupó todos los espacios que los medios de comunicación ofrecían en aquel tiempo, transformando así, imagen y sonido en un verdadero fenómeno cultural haciendo una gira internacional por Argentina, México y Europa. Vidaurre interpretó durante cinco décadas el papel de Laura Larraín y Doña Ramona, logrando el récord de la actriz con mayores versiones de la obra en el cuerpo hasta el 2010.
En este período, es reconocida su amistad con la productora de teatro y televisión Sonia Fuchs (1931-1991), la actriz y Premio Nacional de Arte Marés González (1925-2008) y la actriz y escritora María Elena Gertner (1932-2013).
Se sumó a la labor artística de Los cuatro, compañía de teatro basada en las capacidades creadoras de cada uno de los artistas que integraban un elenco, conformado por Orietta Escámez, Humberto y Héctor Duvauchelle, con la participación de Víctor Jara, Claudio di Girólamo, Mireya Véliz, Isabel Allende, Raúl Ruiz, Hugo Miller, René Combeau y Domingo Tessier.  Al mismo tiempo, pertenece al Teatro de Investigación Teatral (TIT), entre 1968 y 1971, bajo la dirección de Fernando Colina y Enrique Noisvander. En este periodo destacan obras como Peligro a 50 metros, Nos tomamos la Universidad y Antígona, esta última dirigida por Víctor Jara. En 1972 fue invitada a la revista Bim bam bum del Teatro Ópera, donde realizó diversas presentaciones artísticas.
Junto a este amor entrañable al arte teatral, Violeta ha participado en innumerables giras nacionales e internacionales donde ha recorrido países como Argentina, México, Francia y España. Dentro de las obras que han sido parte de estas itinerancias se encuentran Tartufo, Las chiquillas van a la pelea, Monólogos de Dario Fo, Las señoras de los jueves y la comedia El rapto del galán de la teleserie.
Su debut en televisión fue con los teleteatros de Canal 13, otorgándole una mayor presencia en la actuación. A fines de la década de 1960, se une al reparte estable de actores de cadena de televisión, debutando en la serie diaria Juntos se pasa mejor y Juani en Sociedad, con gran éxito. También interpretó a Doña Bernarda Cordero en Martín Rivas, en el año 1970, siguió interpretando papeles en telenovelas. Entre 1971 y 1973 formó parte del elenco de actores y humoristas que realizaban sketches en el programa Sábados en el 9. Años más tarde emigra a Televisión Nacional de Chile tras una gestión de su amiga Sonia Fuchs, donde actúa destacando en De cara al mañana, La represa, La torre 10, La dama del balcón, La Villa, Mi nombre es Lara, entre otras.
Durante la época del 2000, se integra al elenco estable del director Vicente Sabatini, apareciendo en exitosas telenovelas, como en Romané, Pampa Ilusión, El circo de las Montini y Puertas adentro, y en los elencos de las miniseries juveniles de Mekano, dirigidas por Álex Hernández, como en Don Floro, Xfea2, Es cool y Gordis.
En 2009 se unió al reparto de la sitcom Aquí no hay quien viva, producción de Roos Film, Sony Pictures Television y Chilevisión. Su papel reemplazó al rol de Nelly Meruane quien abandonó las grabaciones debido a un accidente. 
En 2015 fue la única mujer en ser candidata (de cinco seleccionados) para obtener el Premio Nacional de Artes de la Representación y Audiovisuales de Chile, cuyo ganador fue el actor Héctor Noguera. En el mismo año recibió varios homenajes y reconocimientos por su vasta trayectoria en las artes escénicas.
Durante 2012 participó en el programa de humor de Javiera Contador y Fernando Godoy, Desfachatados, con una parodia al programa Mamá a los 15 llamada Mamá a los 80.

## Últimos años
"Son 54 años de una carrera que me ha tenido en el teatro y la televisión, aunque una también debe saber comprender, que en algún momento el medio de la televisión me dejará afuera, pero el teatro nunca lo hará."
 Violeta Vidaurre en Teatro Municipal de San Javier, 9 de agosto de 2010.

Con el paso de los años, su trabajo disminuyó pero aun así continuó realizando apariciones especiales en series televisivas como 12 días que estremecieron Chile y Lo que callamos las mujeres en telenovelas juveniles como Gordis, Decibel 110 y en su última aparición en televisión como actriz invitada en Chipe libre de 2014, junto a Jaime Vadell y Gloria Munchmeyer. 
En teatro colaboró con Silvia Santelices y actuó en Las chiquillas van a la pelea (2015) y Esperanzo la carroza (2016), en esta última interpretando a Mamá Cora. Este último montaje, durante ese año tuvo una temporada en el teatro Coca Cola City de Bellavista, además de presentaciones en recintos municipales de otras ciudades, terminaba cada una de sus funciones con un homenaje a la veterana actriz, quien a veces recibía un ramo de flores y siempre la ovación del público.

"Quiero morir como Elena Moreno, a quien la sacaron del teatro y se la llevaron".
Violeta Vidaurre en Radio Cooperativa, 30 de septiembre de 2011.

En 2015 recibió varios homenajes y reconocimientos por su vasta trayectoria en las artes escénicas. En el mismo año, fue declarada Hija Ilustre por el alcalde de La Cisterna, Santiago Rebolledo Pizarro.
En 2017 fue llevada a un asilo de ancianos debido al alzheimer que padecía, en medio de acusaciones que señalaban que había sido internada de manera forzosa. Debido a la enfermedad, y a que "no podían cuidarse el uno al otro", Vidaurre estuvo separada de su marido, el también actor Pedro Villagra, quien vivió sus últimos meses en la ciudad de Los Ángeles hasta su fallecimiento en 2018.

### Fallecimiento
Violeta Vidaurre murió en Santiago, el 1 de junio de 2021, el mismo día de su 93.er cumpleaños. Su muerte fue anunciada por ChileActores a las 09:45 horas.
La muerte de la actriz generó que los principales organismos culturales, sindicales y universitarios como Teatro UC, Teatro Nacional, ChileActores, Sidarte, Matucana 100, Fundación Teatro a Mil, Centro GAM, y diversas entidades de las artes y compañías de teatro del país, despidieran a Vidaurre con gratitud a su trayectoria artística. Muchas figuras de la televisión, el teatro, las artes, el espectáculo y la política chilena, manifestaron su condolencia ante la muerte de la actriz.
La ministra de las Culturas, las Artes y el Patrimonio, Consuelo Valdés, a través de un comunicado, expuso sus condolencias a la familia y cercanos de la actriz. Mientras que, el 2 de junio, la Cámara de Diputadas y Diputados de Chile, realizó un minuto de silencio por su deceso.

## Distinciones
Por sus logros disciplinarios adquirió múltiples distinciones a lo largo de su carrera artística.
- 2007: Distinción a la Trayectoria por Municipalidad de Villarrica, 2007.
- 2010: Homenaje a los 54 años de trayectoria en Municipalidad de San Javier.
- 2011: Recibió el Premio Apes a la Trayectoria Artística, otorgado por la Asociación de Periodistas de Espectáculos, Arte y Cultura de Chile.
- 2011: Premio a la Trayectoria Teatral en el XVI Festival Internacional de Teatro Chillán.[51]
- 2015: Obtuvo el Premio Enrique Silva Cimma por el Instituto del Envejecimiento y el Centro de Extensión del Senado de Chile.
- 2015: Declarada Hija Ilustre de La Cisterna.
- 2015: Distinción y homenaje por Trayectoria en Sidarte.
- 2015: Premio a la Trayectoria por la Corporación de la Cultura y las Artes de la Ilustre Municipalidad de Rancagua.[52]
- 2017: Distinción a la Trayectoria por Municipalidad de El Bosque.
- 2019: Premio Marés a la Excelencia por su trayectoria en televisión.

## Teatro

### Obras

#### Obras representadas: Selección
La siguiente es una lista incompleta de las obras de la actriz:
- 1958 - Atahuicha, la reina de la selva, dirigida por Luis Alberto Heiremans.
- 1958 - Esta señorita Trini, dirigida por Luis Alberto Heiremans.
- 1959 - El ángel que nos mira, dirigida por Frank McMullan.
- 1959 - El diálogo de las carmelitas, dirigida por Eugenio Dittborn.
- 1959 - La importancia de llamarse Ernesto
- 1960 - La pérgola de las flores, dirigida por Eugenio Guzmán.
- 1961 - Versos de ciego
- 1961 - La ronda de la buena nueva
- 1962 - Las travesuras del ordenanza Ortega
- 1963 - Mucho ruido y pocas nueces
- 1964 - El tony chico, dirigida por Luis Alberto Heiremans.
- 1964 - Mi querido presidente
- 1965 - Casimiro Vico, primer actor.
- 1966 - Tiempo para convivir, dirigida por Hugo Miller.
- 1966 - La moratoria
- Íntimas, íntimas
- 1967 - Pan caliente, de María Asunción Requena
- 1967 - Un negro en el cielo
- 1968 - La obra de misericordia, de José Pineda
- 1968 - Una vaca mirando el piano, de Alejandro Sieveking.
- 1969 - Nos tomamos la universidad, dirigida por Gustavo Meza.
- 1969 - Antígona, dirigida por Víctor Jara.
- 1970 - La ronda, dirigida por Eugenio Guzmán.
- 1970 - Todas las colorinas tienen pecas, dirigida por Eugenio Dittborn.
- 1971 - Paraíso para uno, dirigida por Eugenio Dittborn.
- 1971 - Como en la gran ciudad
- 1973 - Martín Rivas, de Alberto Blest Gana
- 1974 - El pastor lobo (textos de Isabel Allende), dirigida por Raúl Osorio.
- 1975 - El burgués gentilhombre, dirigida por Eugenio Dittborn.
- 1977 - Las señoras de los jueves, dirigida por Christian Villarreal.
- 1977 - Kindergarten, de Egon Wolff, dirigida por Boris Stoicheff
- 1978 - El misatropo, de Molière, dirigida por Eugenio Dittborn.
- 1978 - Equus
- 1978 - Comedia negra
- 1978 - Risas a la chilena, de Miguel Frank.
- 1979 - Destápese, señor
- 1980 - Casa de muñecas, dirigida por Alejandro Castillo.
- 1981 - Lysistrata, dirigida por Hernán Letelier
- 1981 - Los 7 pecados capitales
- 1981 - Maria Stuart, dirigida por Raúl Osorio.[53]
- 1982 - Mama Rosa
- 1983 - Como en la Gran Ciudad
- 1984 - Testimonio de un sueño
- 1984 - La Remolienda,  Alejandro Sieveking.
- 1985 - Tartufo, de  Molière.
- 1987 - El almacén de la vieja Justa, dirigida por Ricardo Vicuña.
- 1988 - Monólogos de Dario Fo
- 1989 - Una vida en el teatro, de David Mamet
- 1991 - La última noche que pasé contigo, dirigida por Roberto Nicolini.
- 1994 - Bienvenidos todos
- 1997 - El hombre que compraba y vendía cosas, dirigida por Silvia Santelices.
- 1997 - Entre gallos y medianoche
- 1998 - El caballero de la muerte
- 1998 - La visita de la vieja dama, dirigida por Willy Semler.
- La verbena de la Paloma, dirigida por Tomás Vidiella.
- 1999 - Ni tonta ni perezosa, dirigida por Silva Gutiérrez.
- 2000 - Sol tardío,  de Alexei Arbuzov.
- 2001 - Sol tardío, dirigido por Horacio Valdeavellano.
- 2002 - Déjame que te cuente que las abuelas sí son para el verano, dirigida por Roberto Nicolini.[54]
- 2003 - Las chiquillas van a la pelea, dirigida por Katty Kowaleczko.
- 2003 - Más zarzuela, dirigida por Eduardo Soto.
- 2005 - De mi boca a tu boca, dirigida por Christian Villarreal.
- 2006 - Las señoras de los jueves.
- 2006 - La pérgola de las flores, dirigida por Carmen Barros.
- 2007 - El rapto del galán de la teleserie, dirigida por Christian Villarreal.
- 2008 - Sindicato de variedades.
- 2008 - Cena para dos.
- 2009 - Magnolias de acero
- 2009 - Ellas quieren... él no puede.
- 2009 - Pantaleón y las visitadoras, dirigida por Hugo Mejías.
- 2010 - Ella 80, yo 50
- 2010 - La pérgola de las flores, dirigida por Silvia Santelices.
- 2010 - Los que van quedando en el camino, dirigida por Guillermo Calderón.
- 2011 - ¿Quién se queda con mamá?, dirigida por Christian Villarreal.
- 2012 - Casa de ejercicios espirituales, dirigida por Cristóbal García.
- 2013 - Vivan nuestros poetas, dirigida por José Peña.
- 2013 - Alguien tiene que parar
- 2014 - Adicta a ti
- 2015 - Las chiquillas van a la pelea.
- 2015 - La pérgola de las Flores
- 2016 - Amor a los 80
- 2016 - La noche de san Juan
- 2016 - Mamá Cora (adaptación argentina de Esperando la carroza).

## Cine
- 1964 - El burócrata González
- 1965 - Angelito
- 1965 - Más allá del pipilco
- 1971 - El afuerino
- 1984 - Como aman los chilenos
- 2004 - El socio
- 2009 - Melodrama Lo-Fi
- 2011 - Punto de partida
- 2012 - Isidora
- 2014 - La madre del cordero
- 2014 - Un concierto inolvidable: La nueva ola

## Televisión

### Telenovelas
| Año  | Título                  | Papel                   | Ref.                |
| ---- | ----------------------- | ----------------------- | ------------------- |
| 1975 | María José              | Leonor                  | Canal 13            |
| 1975 | J.J. Juez               | Rosa                    | Canal 13            |
| 1976 | Sol tardío              | Fresia                  | Televisión Nacional |
| 1977 | La colorina             | Ofelia García           | Televisión Nacional |
| 1981 | De cara al mañana       | Rosa Cárcamo            | Televisión Nacional |
| 1982 | La gran mentira         | Ermelinda Gutiérrez     | Televisión Nacional |
| 1983 | El juego de la vida     | Gabriela Salinas        | Televisión Nacional |
| 1983 | La represa              | Rebeca Betancourt       | Televisión Nacional |
| 1984 | La torre 10             | Aída Menares            | Televisión Nacional |
| 1985 | La dama del balcón      | Amparo Santoro          | Televisión Nacional |
| 1985 | Morir de amor           | Violeta Vega            | Televisión Nacional |
| 1986 | La villa                | Corina López            | Televisión Nacional |
| 1987 | Mi nombre es Lara       | Aurora Gómez            | Televisión Nacional |
| 1988 | Vivir así               | Josefa Latorre          | Canal 13            |
| 1989 | A la sombra del ángel   | Encarnación Concha      | Televisión Nacional |
| 1990 | El milagro de vivir     | Rosa Mackenna           | Televisión Nacional |
| 1992 | Fácil de amar           | María                   | Canal 13            |
| 1994 | Champaña                | Natalia "Pocha" Polanco | Canal 13            |
| 1994 | Top secret              | Ramona "Mona" Hauser    | Canal 13            |
| 1995 | Amor a domicilio        | Aurora Castro           | Canal 13            |
| 1996 | Adrenalina              | Matilde Moreno          | Canal 13            |
| 1997 | Rossabella              | Estela Villalba         | Mega                |
| 1998 | A todo dar              | Luz María Sotomayor     | Mega                |
| 1999 | Algo está cambiando     | Virginia Galindo        | Mega                |
| 2000 | Romané                  | Olimpia Brito           | Televisión Nacional |
| 2001 | Pampa Ilusion           | Amanda Jorquera         | Televisión Nacional |
| 2002 | El circo de las Montini | Termutis Norambuena     | Televisión Nacional |
| 2003 | Puertas adentro         | Mercedes Farías         | Televisión Nacional |
| 2007 | Fortunato               | Antonia                 | Mega                |
| 2009 | Conde Vrolok            | Ercilia Núñez           | Televisión Nacional |
| 2011 | Decibel 110             | Adela Alfaro            | Mega                |
| 2014 | Chipe libre             | Olguita Portela         | Canal 13            |

### Series y unitarios
| Año       | Título                          | Papel                              | Cadena      | Notas                                  |
| --------- | ------------------------------- | ---------------------------------- | ----------- | -------------------------------------- |
| 1965-1966 | Juntos se pasa mejor            | Mayo                               | Canal 13    |                                        |
| 1967-1972 | Juani en sociedad               | Adriana de Hortiz                  | Canal 13    |                                        |
| 1968      | El loco Estero                  | —                                  | Canal 13    |                                        |
| 1969      | Incomunicados                   | —                                  | Canal 13    |                                        |
| 1970      | Sin amor                        | —                                  | Canal 13    |                                        |
| 1970      | Martín Rivas                    | Bernarda Cordero                   | TVN         |                                        |
| 1977      | Fuerte Bulnes                   |                                    | TVN         |                                        |
| 1994      | Fácil de amar, la comedia       | María Faúndez                      | Canal 13    |                                        |
| 1996      | Amor a domicilio, la comedia    | Aurora Castro                      | Canal 13    |                                        |
| 1996      | Vecinos puertas adentro         | Ruth                               | Canal 13    | Episodio: Día vegetariano              |
| 2000-2006 | La otra cara del espejo         | Myriam                             | Mega        | 2 episodios                            |
| 2002      | El día menos pensado            | Amelia                             | TVN         | Episodio: El tesoro                    |
| 2003-2006 | Mea culpa                       | Nora López / Berta / María Eugenia | TVN         | 3 episodios                            |
| 2003-2006 | La vida es una lotería          | Carmen / Victoria                  | TVN         | 3 episodios                            |
| 2004      | Cuentos chilenos                | Lantini                            | TVN         | Episodio: El socio                     |
| 2004      | Raspando la olla                | Marina                             | TVN         | Episodio: Julia, el mafioso y la torta |
| 2004      | El cuento del tío               | Madre de Esperanza                 | Mega        | Episodio: Hombre soltero busca...      |
| 2004      | Don Floro                       | Graciela Acevedo                   | Mega        |                                        |
| 2005      | Xfea2                           | María Baeza                        | Mega        |                                        |
| 2005      | Es Cool                         | Tránsito Valdés                    | Mega        |                                        |
| 2005      | Casados                         | Nora                               | Chilevisión | Episodio: La familia                   |
| 2006      | La Nany                         | —                                  | Mega        | 2 episodios                            |
| 2009      | Otra vez papá                   | Madre de Alondra                   | Mega        |                                        |
| 2009      | Mis años grossos                | Isolina Molina                     | Chilevisión |                                        |
| 2009      | Aquí no hay quien viva          | Totó Cifuentes                     | Chilevisión |                                        |
| 2009      | Corín Tellado                   | Teresa                             | Chilevisión | Episodio: Matrimonio por poder         |
| 2010      | La Colonia                      | Mariana Fernández                  | Mega        | Episodio: La viuda                     |
| 2011      | 12 días que estremecieron Chile | Marta Quintero                     | Chilevisión | Episodio: Terremoto de 2010            |
| 2012      | Infieles                        | Coppy                              | Chilevisión | Episodio: Champañazo                   |
| 2012      | Gordis                          | Alexandra                          | Chilevisión |                                        |
| 2014-2015 | Lo que callamos las mujeres     | Rocío / Florencia                  | Chilevisión | 2 episodios                            |

### Otras apariciones en televisión
- Sábados en el 9 (Canal 9, 1971-1973) - Elenco de humoristas
- Martes 13 (Canal 13) - Invitada
- Teatro en Canal 13 (Canal 13, 1996-1998)
- Viva el teatro (2005) - Varios personajes
- Desfachatados (Mega, 2012) - Invitada
- Teatro en Chilevisión (Chilevisión, 2009-2013) - Invitada
- Bienvenidos (Canal 13, 2013) - Actriz en recreación Directo al corazón.